# Guldgubbe

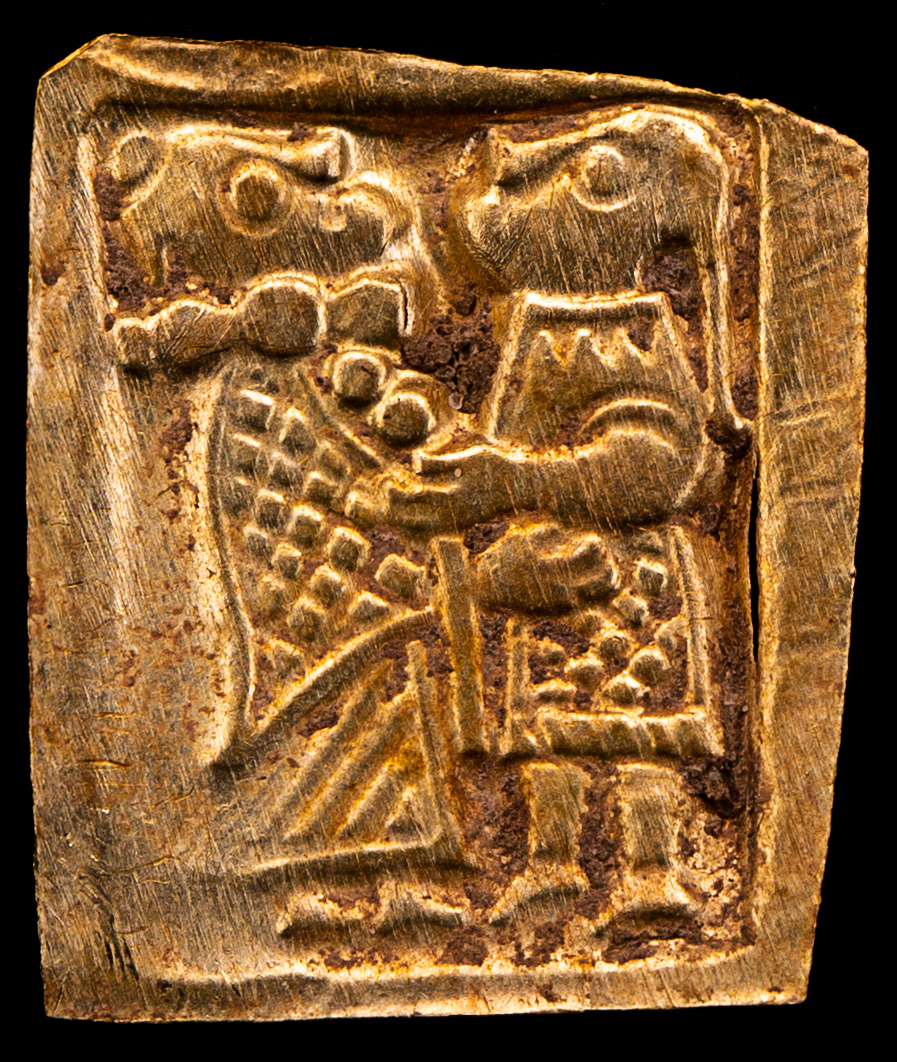
Pargubbe från ca 700 e.Kr., funnen vid Aska i Hagebyhöga, Östergötland, 2020.

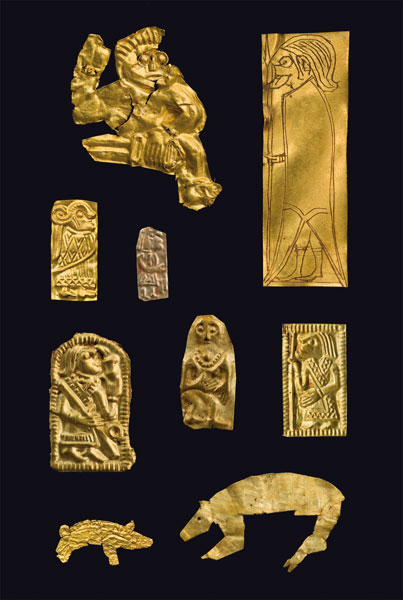
Guldgubbar från Sorte Muld.

En guldgubbe är en typ av artefakt från järnåldern som består av en liten bleckplåt – vanligen 10–18 mm hög – i guld eller guldlegering med detaljerade bilder av människor eller djur. Bilden på det tunna blecket är antingen framställd med en stamp – patriser har hittats – eller tillverkats genom så kallad penndrivning där figurerna formats med ett spetsigt verktyg.

## Fyndplatser
De första guldgubbarna hittades på Bornholm i Danmark under 1720-talet men det var Nils Henric Sjöborg som i en skrift 1791 gav dem namnet guldgubbar.
Till skillnad från andra föremålstyper från nordisk järnålder förekommer guldgubbar bara i Norden. Hittills har guldgubbar hittats på 18 platser i Sverige, 7 i Norge och 16 i Danmark – 7 av dessa platser finns på Bornholm. Den största fyndplatsen är boplatsen Sorte Muld ("svarta jorden") på Bornholm. Där har mer än 2500 figurer påträffats, eller omkring 85% av det samlade kända antalet.
Guldgubbar i större mängd förknippas med kultplatser, men de förekommer dessutom i stolphål till boningshus. Det är nära till hands att tolka dem som någon typ av offerpenningar – av symboliskt värde, själva guldvärdet av den tunna folien är litet. De kan ha varit offerpenningar i största allmänhet, men då många återträffats i stolphål så kan de tolkas som byggoffer eller för att bringa välsignelse till hela byggnaden, men en övertygande teori om guldgubbarnas användning saknas. En kultplats är dokumenterad i samband med det största svenska fyndet av guldgubbar vid Uppåkra i Skåne. Där hittades drygt 120 guldgubbar kring ett stort stolphål inuti vad som även av andra skäl kan tolkas som ett kulthus.
Andra större fyndplatser är Lundeborg på Fyn med 102 guldgubbar, Västra Vång i Blekinge med summa 65 stycken i september 2019 och Slöinge i Halland med 56 stycken. Några andra betydande fyndplatser är Aska i Östergötland, Borg i Lofoten, Eketorps borg på Öland och Helgö i Mälaren.

### Motiv
I Sverige och Norge avbildar guldgubbarna oftast två människor, en man och en kvinna, som verkar omfamna varann. Populärt har de kallats "kärlekspar", men det kan även röra sig om ett dansande par. De bornholmska guldgubbarna är oftast enskilda personer. Bland dem som kan könsbestämmas är de flesta män, men även en hel del kvinnofigurer. På Sorte Muld finns också 86 helt unika guldgubbar utskurna i guldbleck, ibland med inristade detaljer. En del av dessa föreställer djur: grisar, möjligen en björn och oidentifierade djur.
En del av bilderna är detaljrika, och visar håruppsättningar, smycken och kläder, andra är mer förenklade. Många figurer har ett föremål – ett attribut – i händerna eller intill. Det kan vara en bägare, ett dryckeshorn, en halsring eller (som oftast) en stav. Typiskt är också att de håller händerna i någon särskild position eller gest. Både attribut och gester har varit tydliga tecken i guldgubbarnas samtid, fast i dag är deras betydelse mer oklar.
Vissa av figurerna kan tolkas som en fruktbarhetskult och därmed avbilda vanerna (Frej och Freja eller Frej och Gerd), andra som människor, men oftast är det en öppen fråga "vem" bilden egentligen föreställer.

### Datering
Guldgubbarna dateras i huvudsak från 500 till 700-talet, under vendeltid. Norr om Danmark och Skåne har vissa fynd daterats ända upp till tidig vikingatid.

## Frimärke
Ett frimärke med valören 25 öre och motivet "Guldgubbar" gavs ut av Postverket 25 mars 1975.